# Ray Fosse
Raymond Earl Fosse (Marion, Illinois, 4 de abril de 1947-Diablo, California, 13 de octubre de 2021), más conocido como Ray Fosse, fue un jugador profesional estadounidense de béisbol que se desempeñó en la posición de cácher en las Grandes Ligas de Béisbol (MLB). Es poseedor de dos Guantes de Oro.

## Carrera
Fosse jugó como profesional seis temporadas en Cleveland Indians (1967-1972), después pasó a Oakland Athletics (1973-1975), luego regresó a Cleveland Indians (1976-1977), posteriormente se unió a Seattle Mariners (1977), y finalmente, a Milwaukee Brewers, donde jugó una temporada (1979), y fue el equipo en el que se retiró.

## Premios
Fue galardonado con el Guante de Oro en dos oportunidades (1970 y 1971).